# Octavious Freeman
Octavious Freeman (Estados Unidos, 20 de abril de 1992) es una atleta estadounidense, especialista en la prueba de 4 x 100 m, con la que llegó a ser subcampeona olímpica en 2012.

## Carrera deportiva
En el Mundial de Moscú 2013 gana la medalla de plata, tras las jamaicanas y por delante de las británicas.